# 科伊吉

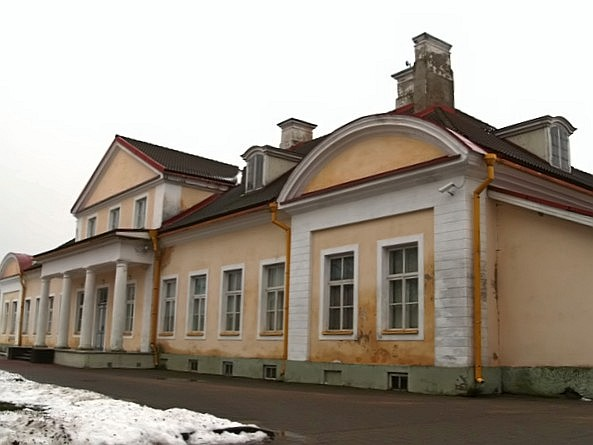
科伊吉庄园

科伊吉是愛沙尼亞耶爾瓦縣耶尔瓦市镇的村庄，位於該國中部，曾是原科伊吉市镇的行政中心，處於庫雷薩雷東北面45公里，2011年該村庄人口38。